# U.S. Maple
U.S. Maple (с англ. — «Клён американский») — американская нойз-рок-группа, образованная в 1995 году, в Чикаго. В состав группы входят Эл Джонсон (солист), Марк Шиппи (гитарист), Пэт Сэмсон (барабанщик) и Тодд Риттманн (гитарист).

## История
Группа записала свой первый сингл в студии Easley Recording Studios (Мемфис) в сентябре 1995 года. Он включал песню «When a Man Says Ow!», которая позже снова появится на их первом полноформатном альбоме. Чикагский инди-лейбл Skin Graft Records заметил группу и подписал с ними контракт осенью того же года. Вскоре после этого лейбл выпустил сингл «Stuck». Позже, в том же году, U.S. Maple записали в Solid Sound Studios (Иллинойс) свой первый полноформатный альбом Long Hair in Three Stages, с известным инди-продюсером Джимом О'Рурком. Пластинка была выпущена в октябре 1995 года. Прежде чем группа отправилась в студию для работы над своим продолжением, они записали новый сингл, а также вклад для трибьют-альбома, выпущенный на лейбле Sonic Bubblegum в начале 1996 года, группа перезаписала хит «The Wanderer» 1961 года группы Dion & the Belmonts. Затем, в мае того же года, они перезаписали песню «Sin City» группы AC/DC для трибьют-альбома Sides 1-4, на котором появились вместе с другими чикагскими группами, такими как Shellac и Big'n. В начале 1997 года группа снова вернулась в Solid Sound Studios с помощью О'Рурка. Результатом стал Sang Phat Editor, выпущенный в июне. Осень 1998 года стала временем перемен для U.S. Maple, поскольку они покинули Skin Graft. Группе требовалась большая поддержка со стороны лейбла из-за их обширного гастрольного графика. В начале 1999 года группа подписала контракт с Drag City, другим инди-лейблом из Чикаго. Их интерес к Drag City был результатом их контактов с некоторыми из его артистов, одним из которых был О'Рурк. В конце января 1999 года U.S. Maple вернулись в студию. Однако теперь они записывались в B.C. Studios (Бруклин). Изменилась не только обстановка, но и продюсеры. Майкл Джира, бывший вокалист группы Swans, отвечал за сессии записи. Результатом стал их третий полноформатный альбом Talker, который был выпущен в следующем году. Acre Thrills появился весной 2001 года. Тем же летом Сэмсон покинул группу и был заменен Адамом Видой, который также играл с музыкантами из Drag City, такими как Эдит Фрост.

## Дискография
Альбомы
- Long Hair in Three Stages (Skin Graft, 1995)
- Sang Phat Editor (Skin Graft, 1997)
- Talker (Drag City, 1999)
- Acre Thrills (Drag City, 2001)
- Purple On Time (Drag City, 2003)

Синглы и EP
- "Stuck" (Skin Graft, 1995)
- Sides 1-4 (Skin Graft, 1995)
- "The Wanderer" / "Whoa Complains" (Sonic Bubblegum, 1996)